# Merkin Ball
Merkin Ball — перший мініальбом американського рок-гурту Pearl Jam, який вийшов 5 грудня 1995 року.

## Історія створення
До складу мініальбому увійшли дві пісні, записані в лютому 1995 року під час роботи над студійним альбомом Ніла Янга Mirror Ball, в якому брали участь музиканти Pearl Jam. «I Got ID» (також знана як «I Got Shit») — мелодична композиція, схожа на творчість гурту часів Vitalogy та No Code. «Long Road» — простіша пісня, з якої Pearl Jam розпочинали власні концерти. Остання також потрапила до саундтреку до фільму «Мрець іде».
Автором музики та текстів до обох пісень є Едді Веддер. В записі брали участь Ніл Янг, який виконав гітарне соло на «I Got Id», та новий барабанщик Pearl Jam Джек Айронс, для якого ці сесії стали дебютними в складі гурту.
Ці дві пісні вийшли окремим синглом під назвою Merkin Ball, яка була алюзією на оригінальну назву альбому Янга Mirror Ball. В національний хіт-парад США сингл потрапив під назвою «I Got Id» / «Long Road», і був надзвичайно успішним, досягнувши сьомого місця в головному пісенному чарті Billboard Hot 100. Лише дві пісні Pearl Jam потрапили в десятку кращих пісень країни; другою 1999 року стане «Last Kiss».
У 2022 році Джош Клінггоффер під псевдонімом Pluralone випустив власну версію мініальбому Plural Ball.

## Список композицій
1. «I Got Id» — 4:53
2. «Long Road» — 5:59